# فيصل فرحان الباشا
الشيخ فيصل الباشا ، ((1870-1939)) أمير قبيلة شمر في العالم العربي :ولد في الدولة العثمانية  - الجزيرة الفراتية – منطقة الجزيرة المحاذية للحدود العراقية – السورية بين محافظة الحسكة ومحافظة الموصل العراقية. تربى في حجر والده الأمير فرحان الباشا شيخ مشايخ قبيلة شمر.

## تاريخه
" قد ذهبت لمواجهة الشيخ فارس الجرباء - بعد مروره من ماردين - فاستقبلنا ابنه محمد (ومحمد هذا ليس ابنه وانما هو ابن اخيه عبد الكريم) وادخلنا خيمته. وهي من شعر وطولها من ٦٠ الى ٧٠ ذراعاً وعرضها من ٢٥ الى ٣٠ ولها عمد كثيرة وهي جسيمة جداً. (وقد وصف بيوتهم وطعامهم وقهوتهم (٤) ومجلسهم ولكنه لم يعرف العربية أو أن المجلس كانت فيه الرسمية غالبة لم يتحدث القوم في مطالب لينبه عليها الا انه قال) : وفي مجلس الشيخ فارس نحو ٦٠ من الرؤساء وقال: لم يكن عند العرب هناك ما يدعو للتكريم والمراسم للقيام والقعود. فلا نشاهد قياماً لديهم (والظاهر ان السياح الموما اليه لم يعلم ان الجالس معه لا يوجد اكبر منه ليقوم له. وطبعاً تستولي الحشمة على مجلسه خصوصاً انهم رأوا غريباً عند شيخهم او بالتعبير الصحيح اميرهم) وقال: كان بعضهم يتعاطى شرب النارجيلة، والأصوات بينهم تعلو ويتكلمون جميعهم معاً فيكثر اللغط في معاشرتهم (لم يعرف الحرية عند البدو ولا قدر سلطة الرؤساء وانها محدودة إلا بحق) ثم تغدى ووصف المنسف المقدّم له وان الشيخ كان يدعو جماعات بعد اخرى للأكل الى ان بقي منه القليل فدعا الصبيان. وهؤلاء دخلوا نفس المنسف وأكلوا فيه لأن أيديهم لا تصله نظراً لعظمه. ولما رأى المنسف وعظمه وانه مملوء ارزاً ولحماً اخذته الحيرة وصار ينظر في وجه صاحبه كأنه يشير الى عظمته. وقال: ان الشيخ فارساً كنا قد ألححنا عليه فأبى أن يأكل معنا وقال هكذا اعتدنا حتى انه مما دعا لحيرتهم انه بقي واقفاً طول جلوسهم للأكل وبقي في خدمتهم بنفسه شأن العرب مع الضيف العزيز. ولكن لما رأى الاصرار الواقع منه دعا من يأكل معه من الحاضرين نحو ٧أو ٨ قال أكلوا معنا بالخمس.! ثم يقول وبعد ان ودعنا ومضينا راجعين من عنده لمسافة جاءنا ابنه (ابن اخيه) محمد وقدم لنا حصاناً. وكنا قدمنا له بندقية ... ولما كنا اكرمناه البندقية قبلنا هديته هذه بشكر ".اه ملخصاً.
وهذا هو والد الشيخ مشعل باشا. ومن قول هذا السياح التركي وما رآه من الحاج الشيخ فارس وتقديم الطعام له واكرامه بفرس عربي ووصف مقامه تعرف مكانة سائر شيوخ شمر.
وللشيخ فارس هذا - عدا مشعل باشا - من الأولاد ملحم، ومسلط والحميدي.
[٢٠ - فيصل بن فرحان باشا]
قد شاهدته مراراً ولا يزال قوياً بالرغم من أنه طاعن بالسن. وهذا لم اتمكن ان اعرف منه أكثر من حوادث الغزو. فاذا تجاوزت ذلك يقول لي اسأل عجيلاً (الشيخ عجيل الياور ابن اخيه) وكانت حكاياته عن الغزو لاذة ومنعشة. وكان يقول شيخ الربيعين في العراق (مبرد بن سوكي) عن فيصل انه فوق ما يحدّث. وأغرب ما سمعته منه قصة الخنزير الذي اراد ان يقتل اخاه عبد العزيز (والد الشيخ عجيل) وكانا صغيرين فذهب لمعاونته وتخليصه ولكنه وقع معه في مأزق فلم يستطع الخلاص منه ولم يجرأ اخوه ان يساعده.. وذلك انه قبض على ذنبه من جانب فلم يستطع ان يفلته خوفاً منه وصار يدور معه فلم يقدر على النجاة. ثم تمكن عبد العزيز من هذا الخنزير فضربه بطلقة بشتاوه (يقال لها عندنا فرد وهي من نوع بندقية البارود الا انه صغير كالمسدس ولا يحوي الا طلقة واحدة في الأغلب. ويوضع في حزام المرء او في بيت خاص كبيت المسدس بلا فرق) .
أما غزواته وأخباره في حروبه فهذه كثيرة جداً. وأهم ما فيها ما ناله منها عناء وجروح وأسر أو هزيمة.
ولسان حاله ينشد:
فأبت الى فهم ولم أك آيباً ... وكم مثلها فارقتها وهي تصفر
ولا يسع المقام الإطالة في هذه. وإلا فانها تشكل سمراً. وكل حكايات شجعان البدو من هذا القبيل ولا تخلو من غرابة ودقة
 وللشيخ المشار اليه اولاد ملؤهم الذكاء والشجاعة والروح العالية منهم مشعان.
[٢١ - الحميدي]
وهذا ابن فرحان باشا. كان قد درس في مدرسة العشائر في الأستانة. وهو اليوم يتجاوز الخمسين من عمره، مشهور بالصلاح، سلفي العقيدة، ملازم قراءة القرآن الكريم، وصحيح النجاري وكتب الحديث المعتبرة ... فهو من الأخيار الطيبين.
وفي سنة ١٣٥٣هـ - ١٩٣٥م صار نائباً. وقد شاهدت له ابناً صغيراً وقد حادثته وسألته عن الأمسح فكان يفسره لي فاستأذنت لشرحه ... وفيه روح بدوية، ويؤمل فيه كل خير ...